# Michał Awdaniec
Michał Awdaniec (zm. ok. 1115) – kanclerz, polityk polski, współczesny Gallowi Anonimowi, który zaczął pisać swą kronikę prawdopodobnie na jego zamówienie. Prekursor polskiej myśli politycznej. Wywodził się ze sławnego rodu Awdańców, bliski krewny Michała Starego i Skarbimira.
Urząd kanclerza Bolesława Krzywoustego sprawował ok. 1112–1113, kiedy Gall Anonim wymienił go w tym charakterze w dedykacjach do pierwszej i drugiej księgi swojej kroniki. Według niektórych historyków (W. Abraham, W. Kętrzyński) jakiś czas potem został następcą biskupa poznańskiego Pawła. Hipotezę tę oparto wyłącznie na fakcie odnotowania zgonu bliżej nieokreślonego biskupa polskiego Michała w nekrologu kanoników bamberskich (pod datą dzienną 17 sierpnia, ale bez podania roku), co zdaniem Władysława Abrahama może wskazywać na związki Michała z organizowaniem pierwszej misji pomorskiej Ottona z Bambergu. Identyfikacja biskupa Michała z nekrologu bamberskiego z kanclerzem Michałem Awdańcem jest jednak wątpliwa. Wpis ten niemal na pewno odnosi się do XIII-wiecznego biskupa kujawskiego Michała (1220/22-1252).